# Monteferrante
Monteferrante è un comune italiano di 103 abitanti della provincia di Chieti in Abruzzo, facente parte dell'unione dei comuni montani del Sangro. È tra i comuni meno popolati della provincia e della regione.

## Origini del nome
Di seguito, la cronologia delle variazioni del nome del paese:
- 1150 Munt'frand
- 1279 Mons Ferrantus
- 1320 Mons Ferrandus
- 1436 Monte Fernando
- 1447 Mons Ferrante
- 1481 Mon Ferrans
- 1600-1700 Mons Ferdinandus
- Attuale Monteferrante.
- La prima parte del nome, "monte", è dovuta alla posizione geografica del paese, abbarbicato su un monte.
- La seconda è soggetta a discussioni:
  - c'è chi vuole far discendere da Ferrante I d'Aragona o da Ferdinando d'Aragona (vedi cronologia del nome del paese sopra). Alcuni testi[5], invece, vogliono far derivare addirittura il nome da Ferrante Caracciolo, uno dei feudatari del paese;
  - altri ancora vogliono far derivare la seconda parte del nome del paese alla "ferrea" fortificazione del paese, anche se, di fortificazioni attualmente, nel piccolo paese abruzzese, ne rimangono solamente poche tracce sparse nel centro storico.

## Storia
Le prime notizie risalgono al XII secolo come proprietà di Robertus de Monteferrante, feudatario di Symon conte di Sangro. Nella Generalis Subventio degli angioini risalente al 1320 il valore del paese ammontava a 5 once e 4 tari. Nel XIV secolo viene menzionato per le decime dovute alle chiese: S. Johannis, s. Petri e S. Leucite in Monteferrante.
Dal XV secolo fino all'eversione dei feudi fu feudo dei Caracciolo.

### Simboli
Lo stemma del comune di Monteferrante è stato concesso con decreto del presidente della Repubblica del 14 febbraio 2008.
Il gonfalone è un drappo di bianco con la bordatura di verde.

## Monumenti e luoghi d'interesse

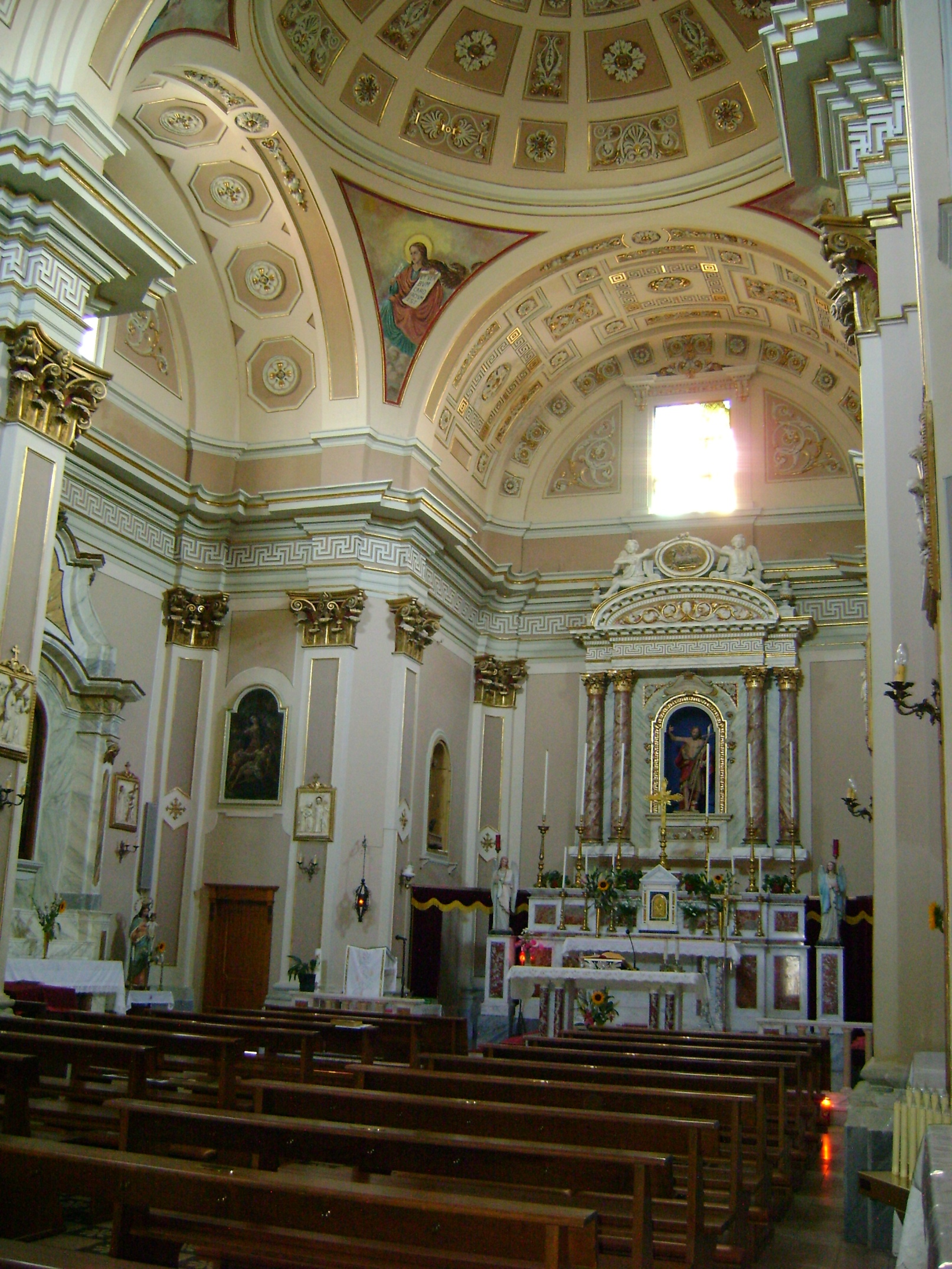
Interno della chiesa di San Giovanni Battista

- La chiesa di San Giovanni Battista Decollato sita nel centro storico. È stata rimaneggiata più volte a partire dal XVII secolo. La prima citazione risale al Rationes decimarum Italiae. La forma attuale è dovuta al restauro del 1927. Gli interni sono barocchi. Elementi principali della chiesa sono un portale e un campanile su pianta quadrata.[8]
- I ruderi del castello fatto erigere dalla famiglia di Sangro, sito nella parte alta del paese.[9]
- Le mura, di cui resta una porta presso la suddetta chiesa ed un rimasuglio di fortificazione nel centro storico.[4]

I resti delle mura si trovano presso la Chiesa di San Giovanni Battista, trattasi di una piccola porta urbica con una fornice ad arco a tutto sesto e di un breve tratto della cinta muraria. Le mura sono realizzate in tecnica irregolare mediante pietre sbozzate.
- Al centro della piazza principale vi è una fontana monumentale di acqua minerale di libero accesso. Dalla fontana sgorga acqua oligominerale utilizzata per la calcolosi renale e per le diete povere di sodio.
- Nei pressi, in un bosco di cerri, faggi e abeti vi è la chiesa di Santa Maria del Monte.

## Società

### Evoluzione demografica
Abitanti censiti

### Tradizioni e folclore

#### Le Tavole di San Giuseppe
La sera del 18 marzo le famiglie che intendono assolvere un voto o una devozione imbandiscono una tavola nella propria casa e la mettono a disposizione di parenti e altri ospiti. I cibi vengono consumati in piedi recitando litanie liturgiche cristiane. Vengono fatti avvicinare ai tavoli anche i bambini.

## Cultura

### Eventi
- 19 marzo "Le tavole di San Giuseppe" e la rievocazione della "Sacra Famiglia".
- agosto Agosto Monteferrantese.
- 28 agosto Sant'Antonio.
- 29 agosto San Giovanni Battista (festa patronale).
- 30 agosto San Rocco.

## Amministrazione
| Periodo        | Periodo        | Primo cittadino    | Partito                                          | Carica  | Note          |
| -------------- | -------------- | ------------------ | ------------------------------------------------ | ------- | ------------- |
| 23 aprile 1995 | 13 giugno 1999 | Vincenzo Di Fabio  | Lista civica di centro Insieme per Monteferrante | Sindaco | [ 14 ]        |
| 14 giugno 1999 | 7 giugno 2009  | Pietro Massa       | Unione dei Democratici Cristiani e di Centro     | Sindaco | [ 15 ] [ 16 ] |
| 8 giugno 2009  | 25 maggio 2014 | Patrizia D'Ottavio | Lista civica Per Monteferrante                   | Sindaco | [ 17 ]        |
| 25 maggio 2014 | 26 maggio 2019 | Patrizia D'Ottavio | Lista civica Per Monteferrante                   | Sindaco | [ 17 ]        |
| 26 maggio 2019 | 9 giugno 2024  | Patrizia D'Ottavio | Lista civica Per Monteferrante                   | Sindaco | [ 17 ]        |
| 9 giugno 2024  | in carica      | Patrizia D'Ottavio | Lista civica Per Monteferrante                   | Sindaco | [ 17 ]        |